# Георги Георгиев (скиор)
Георги Георгиев е български скиор.
Роден е на 20 октомври 1987 година. Участва в Олимпиадата в Сочи през 2014 година без особен успех.